# Hieronymus Friedrich Philipp Hensler
Hieronymus Friedrich Philipp Hensler (* 10. August 1766 in Segeberg; † 21. Juni 1793) war ein deutscher Arzt und Privatdozent der Medizin.

## Leben und Wirken
Hieronymus Friedrich Philipp Hensler war ein Sohn des Mediziners Philipp Gabriel Hensler und dessen Ehefrau Christiana Lucia, geborene Kramer. Er hatte den Bruder Christian Gotthilf Hensler und zwei Schwestern. Er studierte ab 1785 Medizin an der Universität Kiel und wurde am 16. November 1790 zum Dr. med. promoviert. Vom Sommersemester 1791 bis einschließlich Sommersemester 1792 unterrichtete er als Privatdozent der Medizinischen Fakultät der Kieler Universität theoretische und praktische Geburtshilfe. Ab 1792 arbeitete er als Leibarzt des Herzogs von Augustenburg Friedrich Christian II.
Während Henslers Zeit löste sich die Geburtshilfe von der Chirurgie und etablierte sich zu einer eigenständigen Fachrichtung. An vielen Universitäten entstanden daher neue Entbindungsanstalten, an denen Studierende und Hebammen lernen konnten, so bspw. 1751 in Göttingen. Die Kieler Universität galt diesbezüglich hingegen als wenig fortschrittlich. Henslers Vater Philipp Gabriel spielte an der Bildungseinrichtung schnell eine führende Rolle bei der Modernisierung des Unterrichts.
Hieronymus Friedrich Philipp Hensler unterstützte seinen Vater bei dessen Vorhaben. In seiner Dissertation von 1790 stellte er die Vorteile des praktischen Geburtshilfeunterrichts mit Verwendung eines Modells dar. Ab dem Sommersemester 1791 kündigte er erstmals derartige praktische Übungen an. Seine Lehrtätigkeit endete aufgrund seines frühen Todes wenig später.
Hensler war verheiratet mit Beata Wiebke Dorothe (Dore) Behrens (* 1770 in Marne), der ältesten Schwester von Siegfried Behrens.